# Bârzava
Bârzava is een Roemeense gemeente in het district Arad.

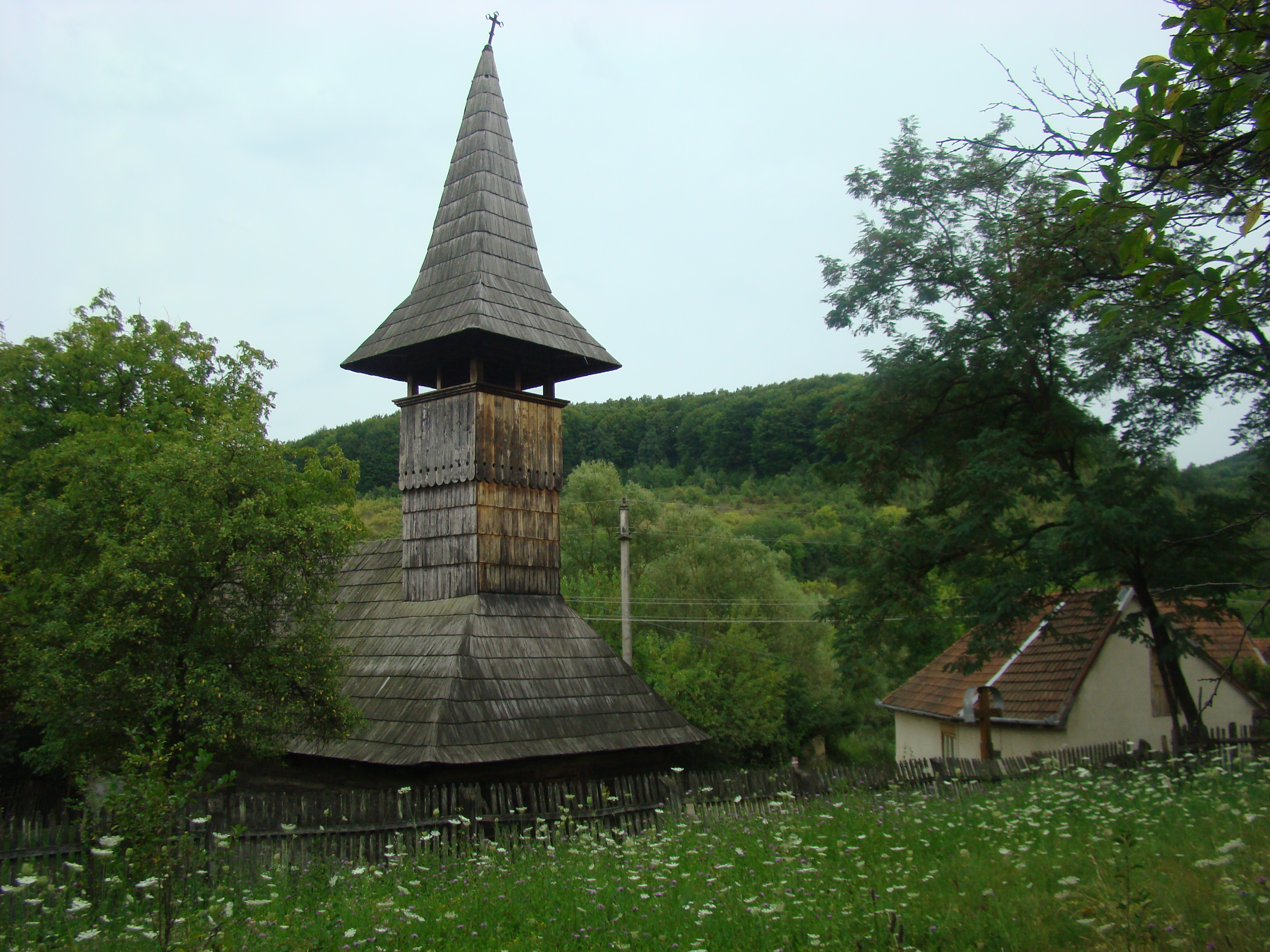
Bârzava

Bârzava telt 2859 inwoners.